# 윤홍식
윤홍식(尹泓植, 1974년 2월 2일 ~ )은 대한민국의 철학자이자 인문학자이다. '양심운동'을 주도하고 있다.

## 생애
1974년 전라남도 광주 출생으로 1996년 연세대학교 사학과를 나온 그는 동대학 대학원에서 철학 석사 학위를 취득하였다. 1999년 공군 장교 제대 이후 양심문화의 교육과 보급에 주력하고 있으며, 양심운동과 양심문화의 확산을 목표로 2004년부터 홍익학당과 봉황동래를 설립하였고, 지속적으로 강연과 저술활동을 하였다.
사기업, 공기업, 학교, 종교 단체 등 강의 대상이 다양하다. 삼성, LG 등 일반기업과 법무부, 중소기업 진흥청, 우정청 등 공공기관에서 고전을 통한 윤리교육과 양심리더십 교육을 맡았다. 또 KBS, EBS, BBS, WBS원음방송 등 방송 매체에서도 활발하게 활동 중이다.

### 홍익당창당
"2016년 말에 불거진 박근혜-최순실 게이트에 분노한 국민들의 '양심'을 정치 ‧ 제도적으로 반영하라!는 시대적 요구에 부응하기 위해 창당에 이르게 됐다."고 밝혔다.

#### 제19대 대통령 선거
2017년 3월 홍익당 초대 당 대표로 선출되었으며 제19대 대통령 선거/후보로 등록하였다.

## 저서
- 양심정치, 양심이 승리하는 세상(봉황동래. 2017)
- 대학, 인간의 길을 열다(봉황동래, 2005년)
- 초보자를 위한 단학(봉황동래, 2005년)
- 조선선비들에게 배우는 마음챙김의 지혜100(봉황동래, 2006년)
- 한국큰스님들에게 배우는 마음챙김의 지혜100(봉황동래, 2006)
- 윤홍식의 수심결 강의(봉황동래, 2007.)
- 5분, 몰입의 기술(한즈미디어, 2008.)
- 윤홍식의 용호비결 강의(봉황동래, 2009.)
- 선문답에서 배우는 선의 지혜(봉황동래, 2009.)
- 채근담, 인생경영의 지혜(봉황동래, 2011.)
- 이것이 인문학이다(봉황동래, 2011.)
- 양심이 답이다(봉황동래, 2013.)
- 논어, 양심을 밝히는 길(살림, 2013.)
- 내 안의 창조성을 깨우는 몰입(봉황동래, 2014.)
- 한국 큰스님에게 배우는 선의 지혜(봉황동래, 2015.)
- 중용, 양심경영의 지혜(봉황동래, 2015.)
- 노자, 무위경영의 지혜(봉황동래, 2015.)
- 양심노트(봉황동래, 2016.)
- 인성교육, 인문학에서 답을 얻다(봉황동래, 2016.)
- 산상수훈 인문학(봉황동래, 2016.)